# Haustellum haustellum
Haustellum haustellum is een in zee levende slakkensoort, die behoort tot de familie Muricidae. De soort werd door Linnaeus in 1758 vermeld in de tiende editie van Systema naturae. 

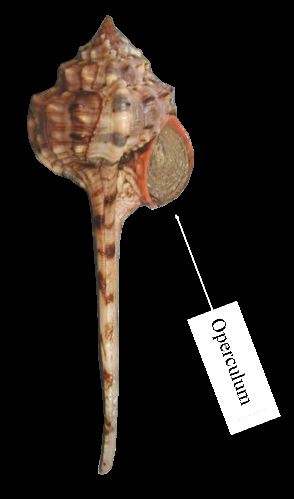
Haustellum haustellum

## Voorkomen en verspreiding
Haustellum haustellum is een carnivoor die tot 175 mm lang kan worden. Deze soort leeft in ondiep water op zandgronden, detritusbodems en koraalriffen (sublitoraal en circumlitoraal). Deze soort komt voor in alle warme zeeën van de wereld